# Mörkabosjö
Mörkabosjö är en sjö i Vårgårda kommun i Västergötland och ingår i Göta älvs huvudavrinningsområde. Sjön är 5,5 meter djup, har en yta på 0,334 kvadratkilometer och befinner sig 205,1 meter över havet.

## Delavrinningsområde
Mörkabosjö ingår i det delavrinningsområde (642582-131590) som SMHI kallar för Mynnar i Säveån. Medelhöjden är 179 meter över havet och ytan är 15,54 kvadratkilometer. Det finns inga avrinningsområden uppströms utan avrinningsområdet är högsta punkten. Lillån som avvattnar avrinningsområdet har biflödesordning 3, vilket innebär att vattnet flödar genom totalt 3 vattendrag innan det når havet efter 101 kilometer. Avrinningsområdet består mestadels av skog (74 %) och jordbruk (11 %). Avrinningsområdet har 0,33 kvadratkilometer vattenytor vilket ger det en sjöprocent på 2,1 %.